# Rede Brasileira de Monitoramento Contínuo dos Sistemas GNSS
Rede Brasileira de Monitoramento Contínuo dos Sistemas GNSS (RBMC) é um conjunto de estações GNSS que pertencem ao Sistema Geodésico Brasileiro (SGB) e servem como estações de referência para atividades geodésicas no Brasil, fornecendo dados de correção para técnicas de posicionamento GNSS como DGPS e RTK. A RBMC também faz parte da rede SIRGAS.
Cada estação da rede possui suas coordenadas estabelecidas com alta precisão, sendo materializadas através de pinos de centragem forçada, cravados em pilares estáveis. Cada estação possui um receptor e antena geodésica, conexão de Internet e fornecimento constante de energia elétrica para a operação contínua da estação. As estações coletam e armazenam de forma contínua as observações do código e da fase das ondas portadoras transmitidos pelos satélites das constelações GPS e GLONASS.